# Live-USB

Een live-USB met Ubuntu, en de programma's Firefox, OpenOffice.org en Nautilus.

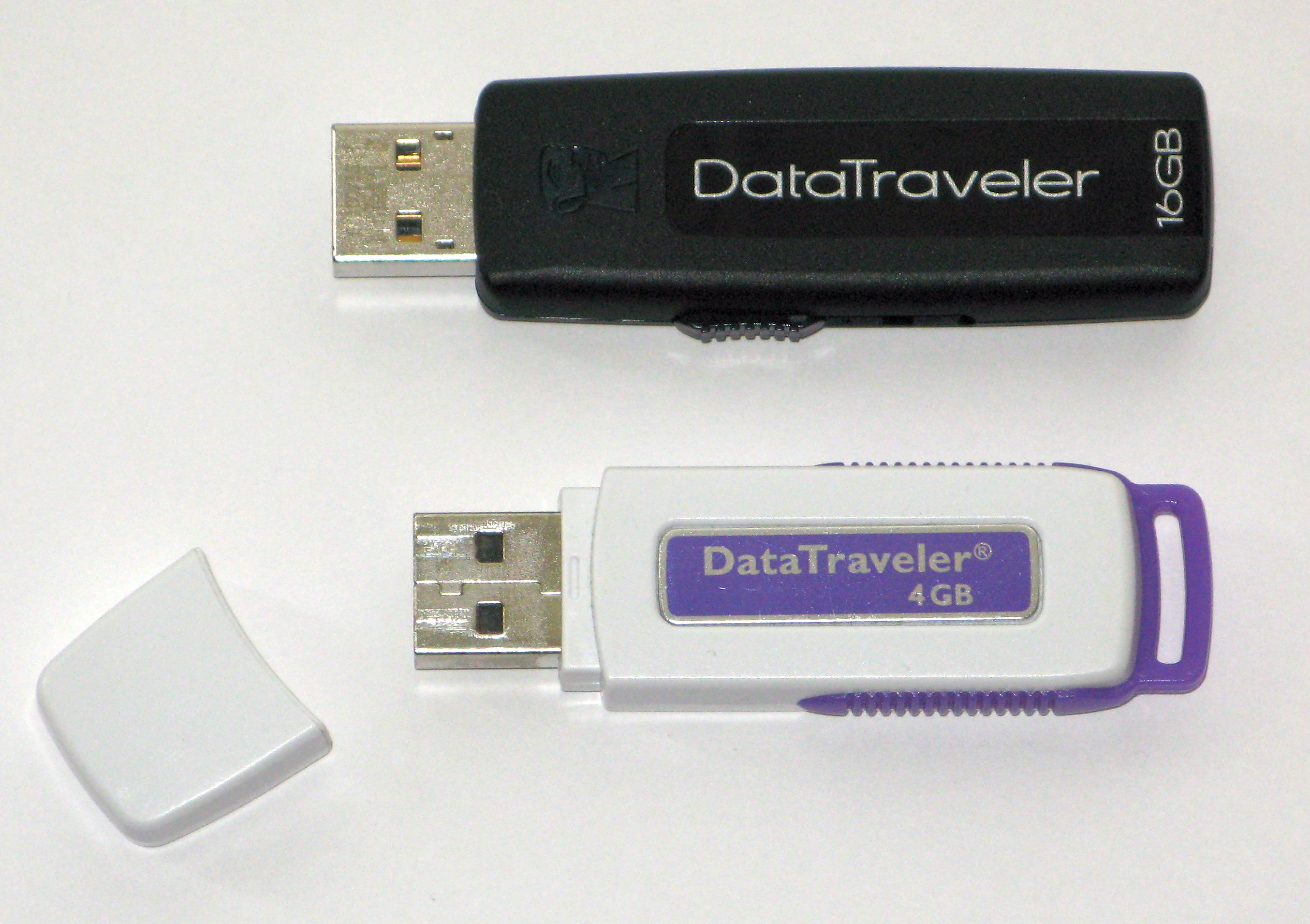
USB-sticks

Een live-USB is een USB-stick met daarop een live-system. Live-USB is de opvolger van live-cd, die niet zo gemakkelijk bestanden kon opslaan. De USB-stick heeft dat nadeel niet, en is eenvoudiger in gebruik. Live-USB's met een Linuxdistributie erop worden vaak via UNetbootin gemaakt.

## Live-USB versus live-cd
In 2012 heeft de live-USB veel voordelen, maar heeft door technische beperkingen ook enkele nadelen ten opzichte van de live-cd.
- Voordelen
  - Een USB-stick is kleiner (van afmeting) dan een cd-rom, en bij de USB-stick is er geen gevaar dat er krassen op komen.
  - Een USB-stick is over het algemeen een stuk sneller in het gebruik dan een cd-rom.
  - Bij een netbook zonder cd-rom-drive kan alleen een live-USB gebruikt worden.
  - Het is eenvoudig om bestanden op dezelfde USB-stick op te slaan.
- Nadelen
  - Omdat de inhoud van de USB-stick te wijzigen is, zou een virus zich tijdens gebruik op de USB-stick kunnen nestelen.
  - De USB-stick kan beschadigd raken als er veel naar geschreven wordt.
  - Sommige oudere computers kunnen niet opstarten van een USB-stick.